# Gmina Beaver (hrabstwo Butler)

Położenie Gminy Beaver w hrabstwie Butler

Gmina Beaver (ang. Beaver Township) – gmina w USA, w stanie Iowa, w hrabstwie Butler. Według danych z 2000 roku gmina miała 1351 mieszkańców.